# 梧鳳駅
梧鳳駅（オボンえき）は、朝鮮民主主義人民共和国咸鏡北道慶興郡に位置する朝鮮民主主義人民共和国鉄道省灰岩線の駅である。

## 歴史
- 1942年9月14日：開業[1]。

## 隣の駅
朝鮮民主主義人民共和国鉄道省
灰岩線
恩徳駅 - 梧鳳駅